# Izagaondoa
Izagaondoa è un comune spagnolo di 167 abitanti situato nella comunità autonoma della Navarra.